# أزمة شوا المالية

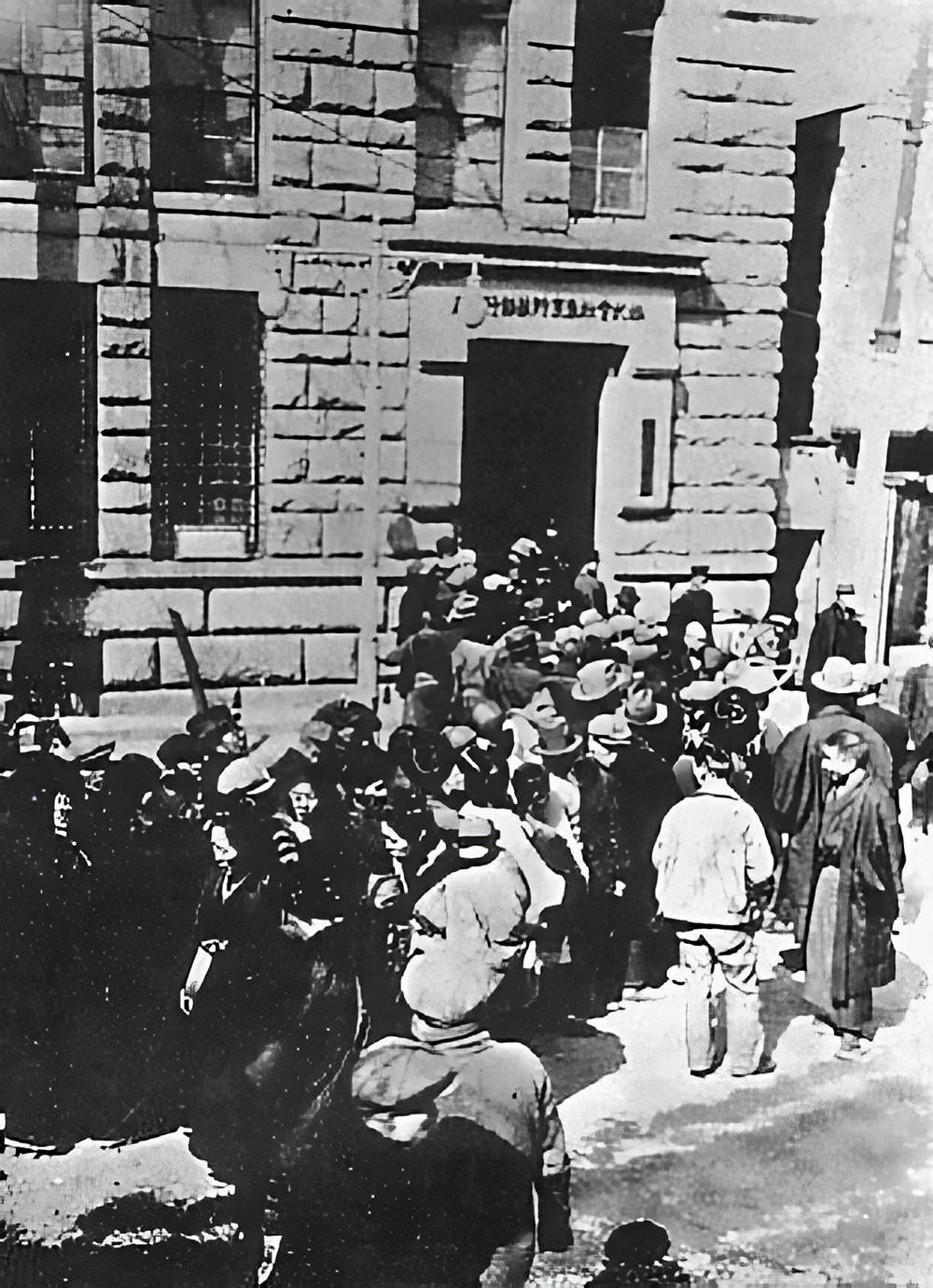
حدثت الاشتباكات بسبب الأزمة المالية خلال فترة شوا

تهافت على المصرف أثناء أزمة شوا المالية.
كانت نيهونوجو|أزمة شوا المالية بمثابة أزمة مالية في عام 1927، خلال أول عام لحكم الإمبراطور هيروهيتو في اليابان، وكانت بمثابة الإنذار للكساد الكبير. وقد أدت إلى إسقاط حكومة رئيس الوزراء واكاتسوكي ريجيرو وأدت إلى سيطرة زايباتسو على الصناعة البنكية في اليابان.
وقد وقعت أزمة شوا المالية بعد الازدهار التجاري بعد الحرب العالمية الأولى في اليابان. وقد استثمرت العديد من الشركات بقوة في القدرات الإنتاجية المتزايدة فيما أثبت بعد ذلك أنه بمثابة فقاعة اقتصادية. فقد أدى الكساد الاقتصادي بعد عام 1920 بالإضافة إلى زلزال كانتو الكبير عام 1923 إلى حدوث كساد اقتصادي، أدى إلى انهيار العديد من الشركات. وقد تدخلت الحكومة من خلال بنك اليابان من خلال إصدار «سندات الزلزال» المخفضة للبنوك المثقلة بالأعباء. وفي يناير من عام 1927، عندما اقترحت الحكومة إعادة شراء تلك السندات، سرت شائعات بأن البنوك التي تمتلك تلك الأسهم سوف تشهر إفلاسها. وأثناء السحب الجماعي من البنوك التالي لذلك، انهار 37 بنكًا في مختلف أرجاء اليابان (بما في ذلك بنك تايوان)، وسوزوكي شوتين من الطبقة الثانية التابع «لزايباتسو». وقد حاول رئيس الوزراء واكاتسوكي إصدار مرسوم طارئ للسماح للبنوك بتمديد قروض الطوارئ لإنقاذ تلك البنوك، إلا أن المجلس الإمبراطوري رفض هذا الطلب، وتم إجباره على الاستقالة.
وبعد واكاتسوكي، جاء رئيس الوزراء تاناكا جيشي، الذي تمكن من السيطرة على الموقف من خلال منح عطلة مصرفية لمدة 3 أسابيع مع إصدار قروض طارئة، ومع ذلك، ونتيجة لانهيار العديد من البنوك الصغيرة، تمكنت الفروع المالية لمراكز «زايباتسو» الكبيرة الخمسة من السيطرة على التمويل في اليابان حتى نهاية الحرب العالمية الثانية.